# Hřib siný
Hřib siný (Gyroporus cyanescens) je houba z čeledi hřibovitých. Je vzácný a ohrožený.[zdroj?]

## Synonyma
- Boletus cyanescens Bull. (1788)
- Boletus constrictus Pers. (1801)
- Leccinum constrictum (Pers.) Gray (1821)
- Suillus cyanescens (Bull.) P. Karst. (1882)
- Leucoconius cyanescens (Bull.) Beck (1923)

## Popis
Klobouk je široký 40–110 mm, nejdříve je polokulovitý, později klenutý až rozložený, žlutě, krémově až kaštanově hnědý, hladký, na povrchu jemně plstnatý. Trubky jsou vysoké 4–8 mm, bělavé, krémové nebo nažloutlé a na řezu modrají. Třeň (noha houby) je dlouhý 50–100 mm, hřibovitý, dole mírně ztluštělý, křehký, krémový nebo světle kaštanový, stejně zbarvený jako klobouk. Na povrchu je do jedné třetiny plstnatý (podobně jako klobouk), pod kloboukem je lysí, což budí dojem jakési přesně ohraničené punčochy. Ve stáří je uvnitř dutý. Dužnina je velmi křehká, ve třeni vatovitá a na řezu velmi rychle a intenzivně modrá; je to až chrpově modrá barva. Má nevýraznou chuť i vůni. Celý povrch plodnice na otlačených místech nápadně modrá. Výtrusy jsou velké 8–14 × 4,5–5,5 μm, krátce elipsoidní, hladké, světle žluté. Roste dosti vzácně v červnu až srpnu (za teplého počasí se dá najít i v říjnu) v písčitých prohřátých půdách pod borovicemi, často na okrajích borů, ale i pod buky. Je jedlý.